# Agapema galbina
Agapema galbina — вид павлиноглазок из подсемейства Saturniinae. 

## Описание
Размах крыльев 60 - 74 мм. Усики самцов жёлтого цвета. Верхняя сторона крыльев серая или коричнево-серая. Крылья самцов имеют более сильно выраженную белую окраску у основания. Концы передних крыльев имеют коричневую метку. Продольная линия белого цвета.

## Распространение
Распространён в Южном Техасе и Мексике.

## Экология
Кормовое растение - Condalia hookeri.

## Развитие
Спаривание происходит в ночное время суток. Самка откладывает яйца большими кучками на кормовое растение. Вскоре после кладки из яиц появляются гусеницы. Молодые гусеницы питаются в группах. Развитие гусеницы протекает довольно быстро. До начала зимы гусеницы окукливаются. В год один выводок. Время лёта с сентября по октябрь.